# Krásná Hora
Krásná Hora (německy Schönberg) je obec v okrese Havlíčkův Brod v Kraji Vysočina. Žije zde 505 obyvatel. V obci je knihovna, kostel, mateřská škola, základní škola pro první stupeň, poštovní a obecní úřad. Krásnou Horou protéká Perlový potok, který je levostranným přítokem řeky Sázavy.

## Historie
První písemná zmínka o obci a zdejším kostele pochází z roku 1316. V letech 1869–1930 byly Bratroňov a Čekánov osadami obce a obě vsi se znovu od roku 1961 staly částmi obce. Od 26. listopadu 1971 sem jako místní část spadají Bezděkov a od 1. července 1980 Broumova Lhota.

## Obyvatelstvo
| Rok            | 1869  | 1880  | 1890  | 1900  | 1910  | 1921  | 1930  | 1950  | 1961  | 1970 | 1980 | 1991 | 2001 | 2011 | 2021 |
| -------------- | ----- | ----- | ----- | ----- | ----- | ----- | ----- | ----- | ----- | ---- | ---- | ---- | ---- | ---- | ---- |
| Počet obyvatel | 1 516 | 1 521 | 1 536 | 1 537 | 1 565 | 1 559 | 1 461 | 1 083 | 1 081 | 844  | 696  | 556  | 542  | 538  | 519  |
| Počet domů     | 196   | 214   | 222   | 223   | 225   | 228   | 245   | 248   | 243   | 228  | 214  | 257  | 268  | 263  | 292  |

## Obecní správa

### Části obce
- Krásná Hora (ZSJ Krásná Hora, Kojkovice, Mozolov a Svitálka)
- Bezděkov
- Bratroňov
- Broumova Lhota
- Čekánov
- Hlavňov
- Kojkovičky
- Vítonín
- Volichov

Součástí obce jsou dále osada Svitálka a samota Křemen v katastrálním území Kojkovic, nachází se u silnice III/34740 směrem k Lipnici nad Sázavou. Historické názvy Svitálky jsou Svítalka a Křiwoláč. Dodnes jsou na tento název v blízkosti osady upomínky. V blízkosti protéká Křivoláčský potok a nachází se tam les Křivoláč. V roce 1855 patřila Svitálka pod Kojkovice v Čáslavském kraji. V roce 2010 ve Svitálce bylo 12 domů a žilo tam 18 obyvatel.

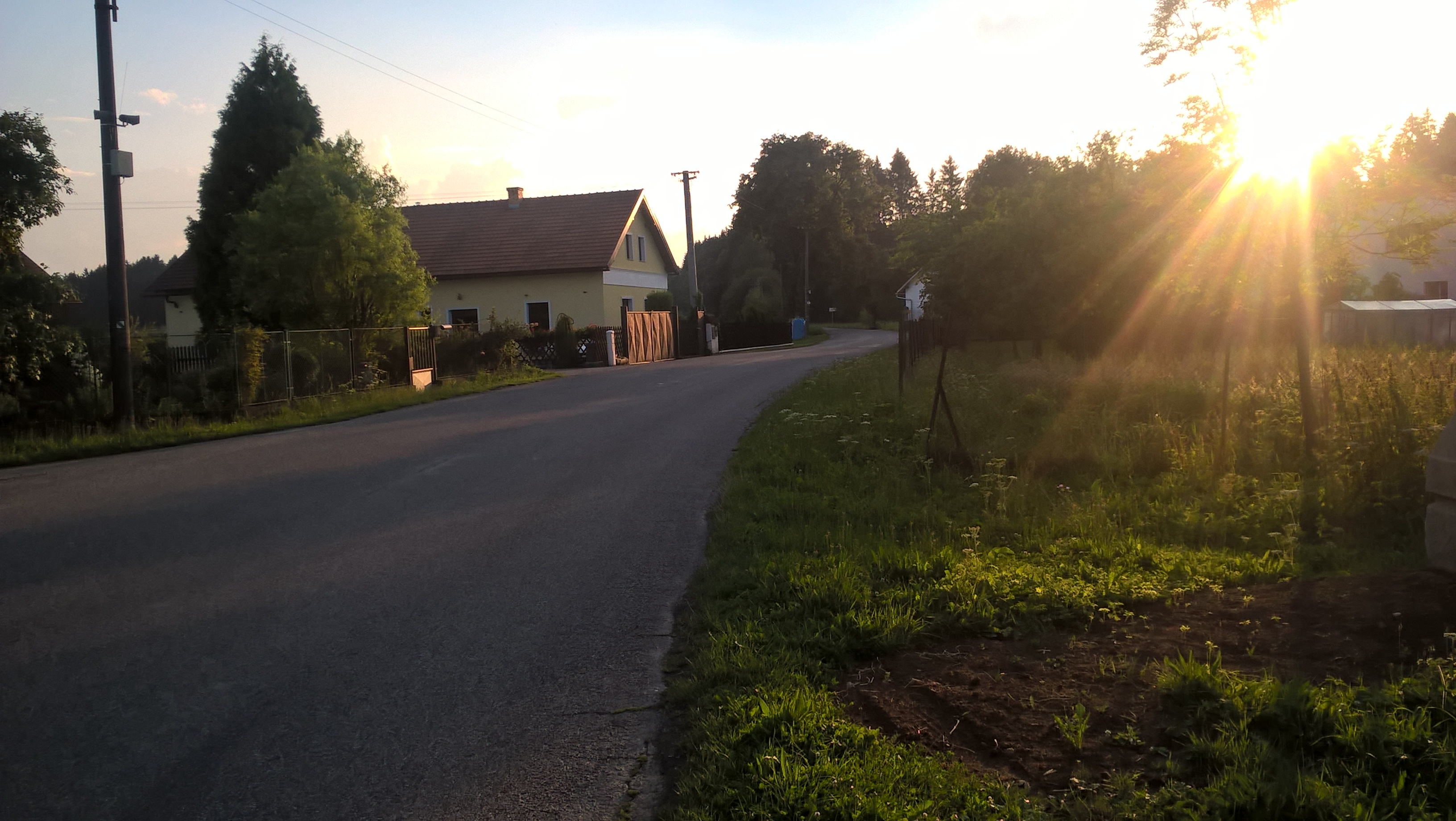
Svitálka
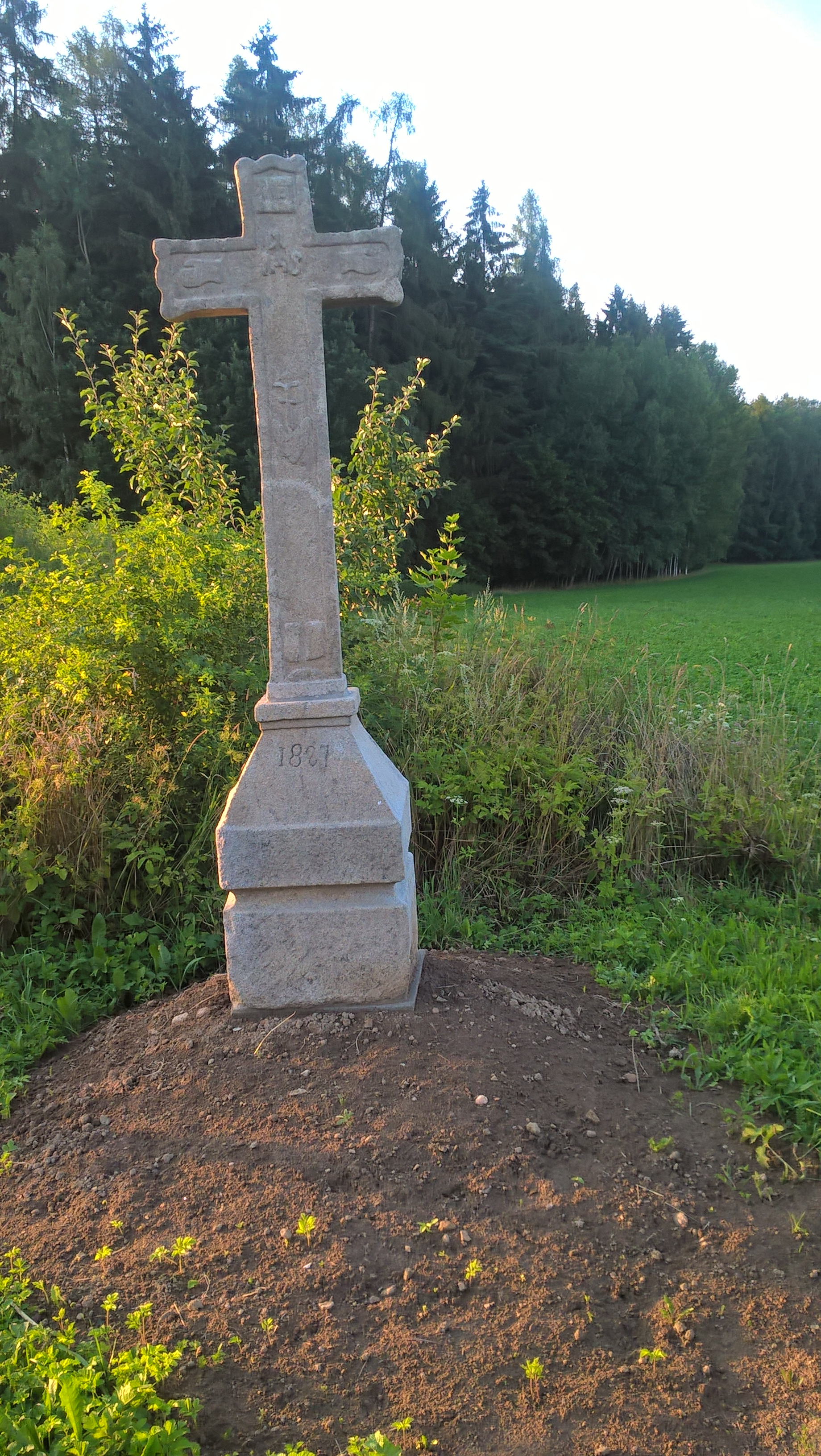
Kamenný kříž ve Svitálce
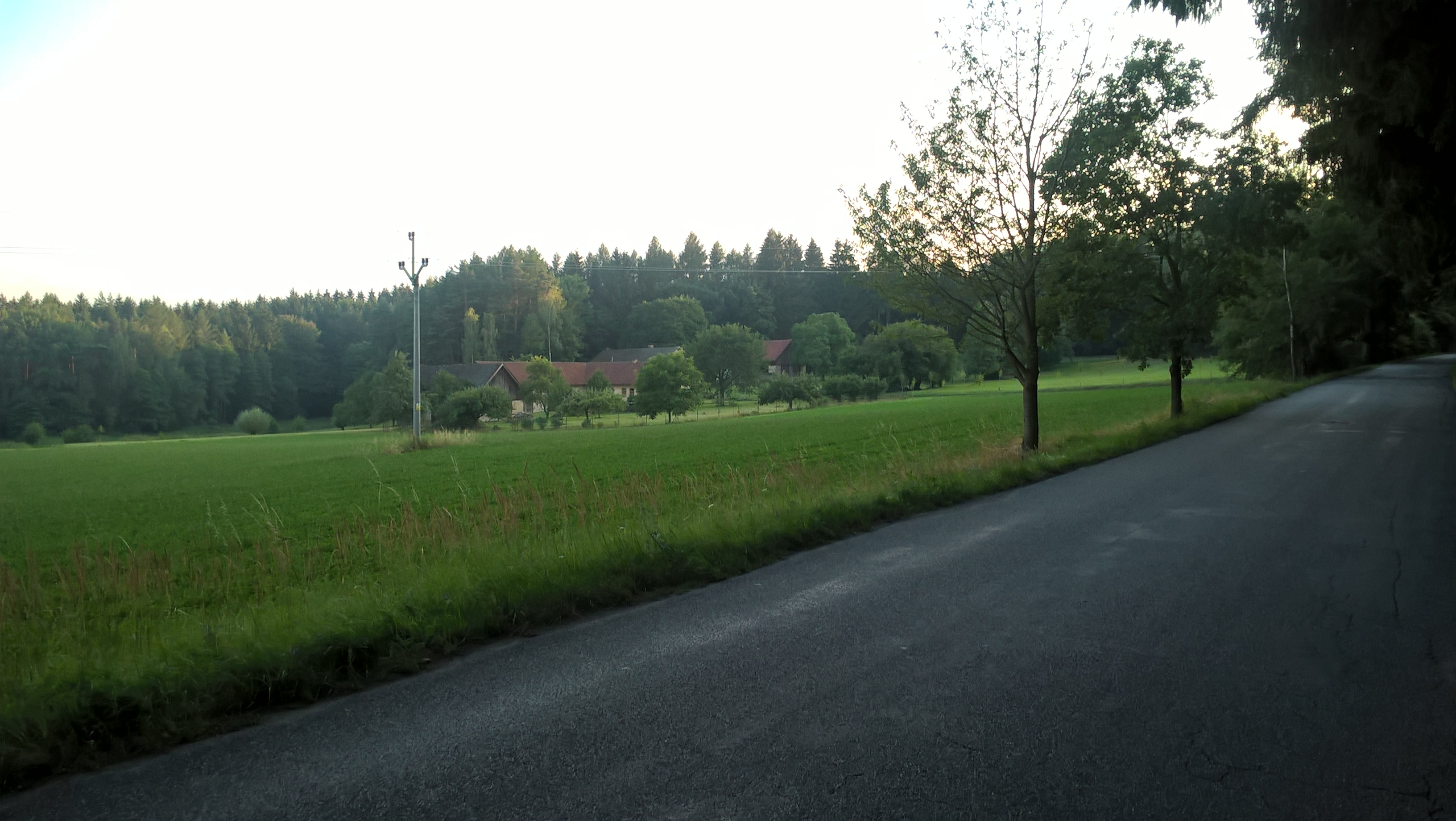
Samota Křemen

### Obecní symboly
Znak a vlajka byly obci uděleny rozhodnutím předsedy Poslanecké sněmovny Parlamentu České republiky dne 11. května 2006.

## Školství
- Základní škola a Mateřská škola Krásná Hora

## Pamětihodnosti
- Kostel Narození svatého Jana Křtitele
- Pamětní deska Bohumilu Vítu Tajovskému[14]